# Jonas H. McGowan

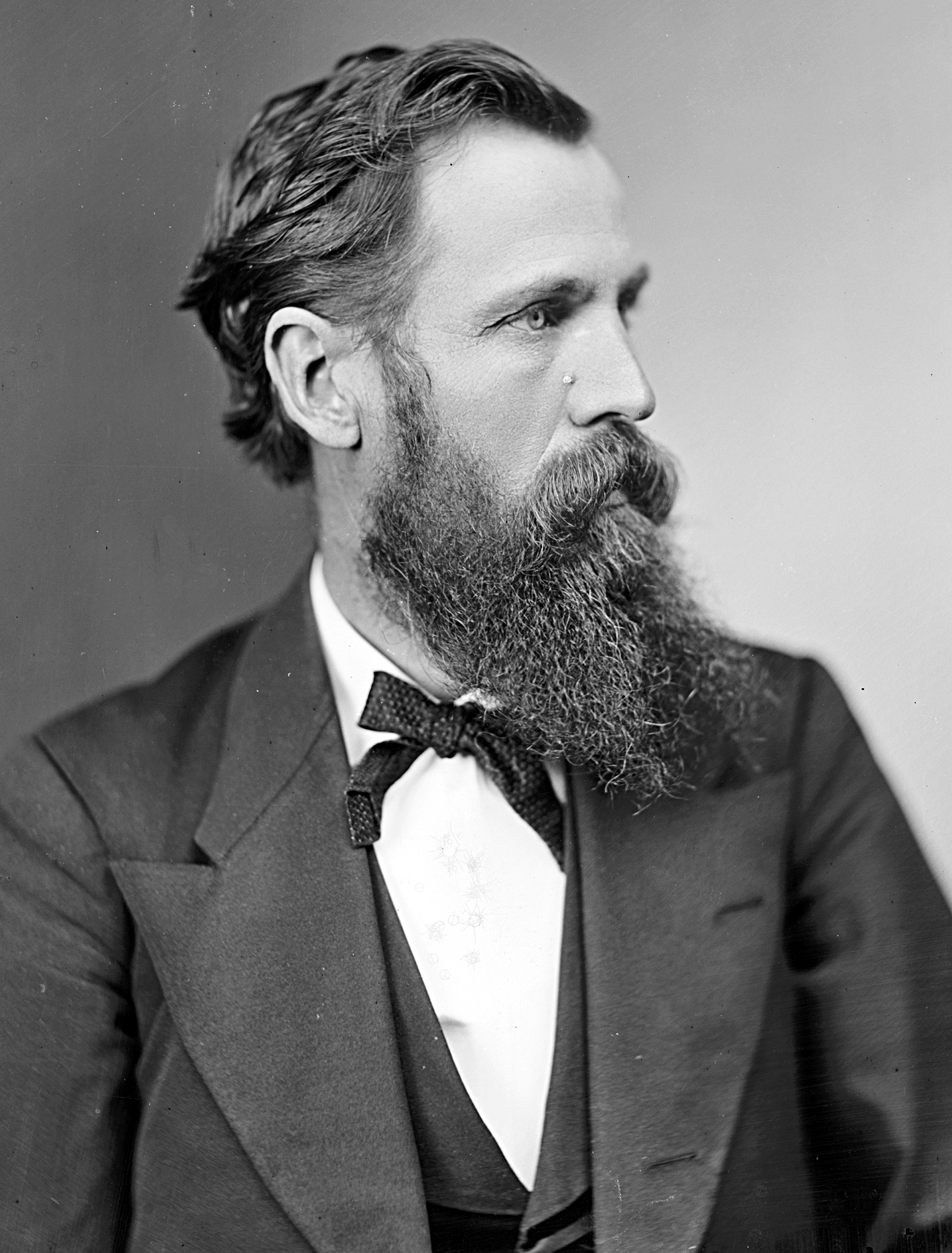
Jonas H. McGowan

Jonas Hartzell McGowan (* 2. April 1837 im Mahoning County, Ohio; † 5. Juli 1909 in Washington, D.C.) war ein US-amerikanischer Politiker. Zwischen 1877 und 1881 vertrat er den Bundesstaat Michigan im US-Repräsentantenhaus.

## Werdegang
Jonas McGowan besuchte zunächst eine Schule in Alliance. Im Jahr 1854 zog er mit seinen Eltern nach Orland im Steuben County in Indiana. Bis 1861 studierte er an der University of Michigan in Ann Arbor. Danach unterrichtete er ein Jahr lang als Lehrer in der Stadt Coldwater. In den folgenden Jahren nahm er als Kavalleriesoldat im Heer der Union am Bürgerkrieg teil. Nach einem anschließenden Jurastudium und seiner im Jahr 1867 erfolgten Zulassung als Rechtsanwalt begann er in seinem neuen Beruf zu arbeiten. In den Jahren 1868 bis 1872 war er Bezirksstaatsanwalt im Branch County.
Politisch gehörte McGowan der Republikanischen Partei an, für die er im Senat von Michigan saß. Sieben Jahre lang war er Vorstandsmitglied der University of Michigan. Bei den Kongresswahlen des Jahres 1876 wurde McGowan im dritten Wahlbezirk von Michigan in das US-Repräsentantenhaus in Washington gewählt, wo er am 4. März 1877 die Nachfolge von George Willard antrat. Nach einer Wiederwahl im Jahr 1878 konnte er bis zum 3. März 1881 zwei Legislaturperioden im Kongress absolvieren. In dieser Zeit endete die Reconstruction in den ehemaligen Mitgliedsstaaten der Konföderation.
Im Jahr 1880 verzichtete McGowan auf eine erneute Kandidatur. Nach seinem Ausscheiden aus dem US-Repräsentantenhaus blieb er in der Bundeshauptstadt Washington, wo er als Anwalt arbeitete. Dort ist er am 5. Juli 1909 auch verstorben. Er war seit 1862 mit Josephine Pruden verheiratet.